# Liga Navală Română
Liga Navală Română (LNR) a fost înființată în anul 1928 ca asociație patriotică, culturală și de utilitate publică. LNR este o organizație nonprofit, neguvernamentală (ONG) și în afara politicilor oricărui partid, printre cele mai vechi din țară. 
Liga Navală Română este forumul de exprimare al celor care iubesc deopotrivă marea și Dunărea, de promovare a valorilor și tradițiilor Marinei Române, a intereselor pe ape ale României și promotor al culturii marinărești. LNR are printre preocupări orientarea profesională marinărească a tinerilor și susținerea ocupațiilor conexate mării și fluviului. LNR urmărește realizarea în societatea noastră a unei stări de spirit, a unor atitudini și mentalități favorabile marinei, construcțiilor navale, porturilor, învățământului de marină și reunește în rândurile sale tineri și vârstnici care sunt legați sufletește de activitățile maritime și fluviale.
Liga Navală Română editează revista Marea Noastră.
Sediul central al Ligii Navale Române este în Bucuresti, Calea Griviței, nr. 121, Sectorul 1 

## Organizare
Liga Navală Română este organizată în filiale care se află în orașele Brăila, București, Constanța, Drobeta Turnu-Severin, Mangalia și Tulcea. În cadrul filialelor ființează subfiliale în instituții, școli și în special orașele porturi.
Consiliul Director Național al L.N.R. este constituit din:
- Președinte – C.L.C. Laurențiu MIRONESCU ( Membru Filiala CONSTANȚA L.N.R. )
- Prim vicepreședinte – Cam. Fl. (Rtr.) Aurel CONSTANTIN ( Președinte Filiala CONSTANȚA L.N.R. )
- Prim vicepreședinte – C.L.C. Șerban BERESCU ( Membru Filiala CONSTANȚA L.N.R. )
- Vicepreședinte – dr. Carmen ATANASIU ( Membru Filiala CONSTANȚA L.N.R. / Redactor Șef Marea Noastră)
- Vicepreședinte – ing. Costel MITU ( Membru Filiala CONSTANȚA L.N.R. )
- Vicepreședinte – Cam. Fl. (Rz) ing. Rusu CONSTANTIN ( Președinte Filiala BUCUREȘTI L.N.R.)
- Vicepreședinte – Cdor. (Rz) Florin DUMITRU ( Membru Filiala BRĂILA L.N.R. )
- Vicepreședinte – Cdor. (Rz) Eugen Bulboacă ( Președinte Filiala Mangalia L.N.R.)
- Vicepreședinte – C.L.C. Stelian Ursu ( Membru Filiala CONSTANȚA L.N.R.)
- Responsabil Financiar – Gheorghe BĂCANU (Membru Sucursala Tulcea L.N.R.)
- Secretar General –  Cristian MUNTEANU ( Membru Filiala BUCUREȘTI L.N.R. )
- Secretar General-adjunct –  Cdor (Rz) Ionel PREDA (Secretar filiala Constanța)
- Secretar General-adjunct – Cristian GREGORETTI ( Ne-afiliat unei filiale )